# Kabaneri of the Iron Fortress
Kabaneri of the Iron Fortress (japanisch 甲鉄城のカバネリ Kōtetsujō no Kabaneri) ist eine Animeserie von Wit Studio aus dem Jahr 2016. Regie führte Tetsurō Araki und das Drehbuch schrieb Ichirō Ōkouchi. Die Steampunk-Actionserie erzählt vom Schicksal eines jungen Technikers und den Menschen seiner Stadt in einem postapokalyptischen, von einem menschenfressende Monster erzeugenden Virus heimgesuchten Japan.

## Handlung

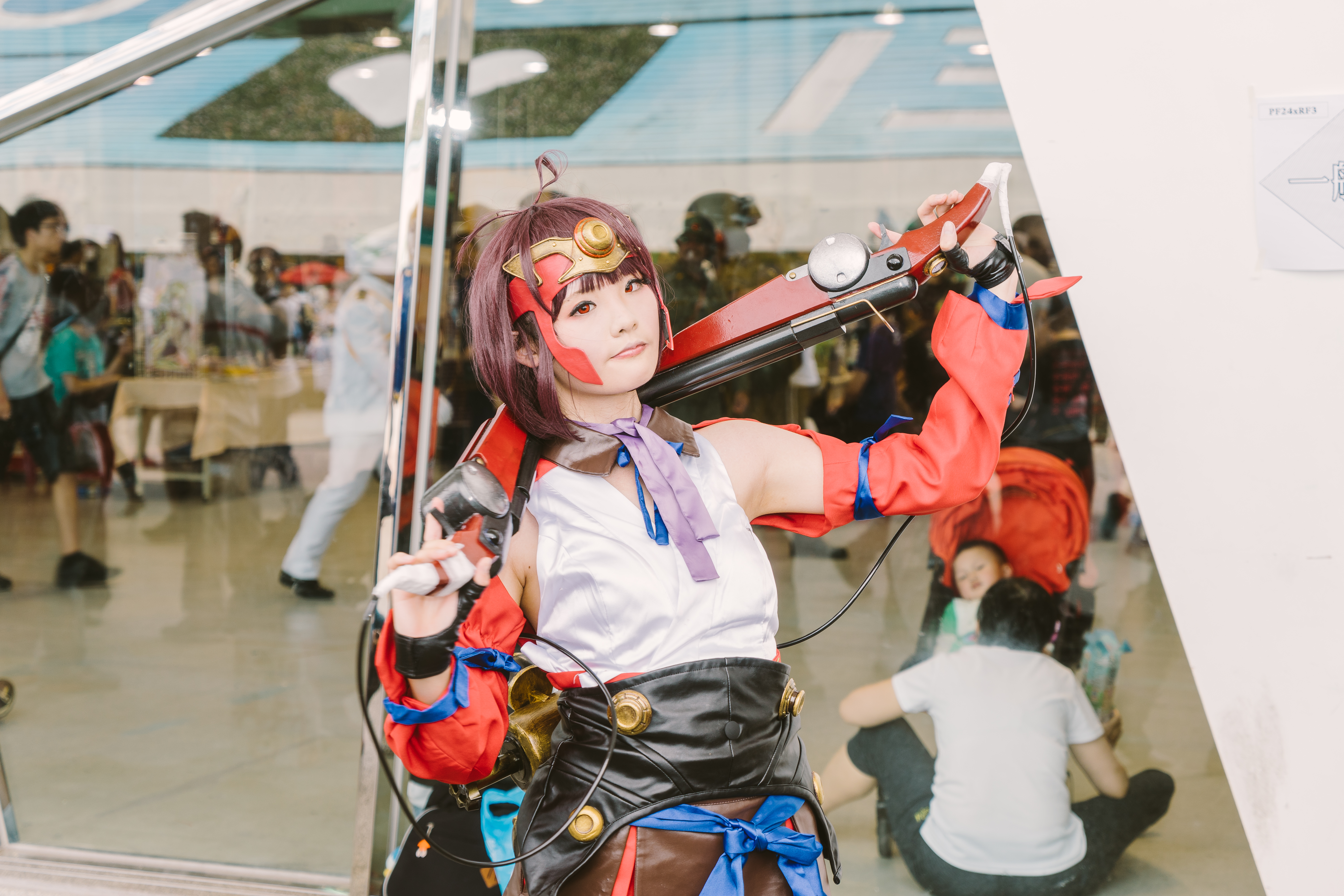
Mumei-Cosplayerin

Während der industriellen Revolution im feudalen Hinomoto (日ノ本) bricht ein Virus aus und verwandelt infizierte Menschen in Kabane (カバネ ‚Leichen‘). Die Kabane sind aggressiv, untot und sehr stark. Sie können lediglich getötet werden, indem das leuchtende Herz, das durch Blei geschützt wird, durchstoßen wird, oder wenn ein wichtiger Körperteil (bspw. der Kopf) komplett entfernt wird. Die meisten Waffen wie die Dampfdruck-Gewehre der Bushi (Samurai/Soldaten) sind nicht effektiv gegen die Kabane.
Auf der Insel Hinomoto errichteten die Menschen Bahnhöfe wie Festungen um sich vor den Kabane zu schützen. Mit Hilfe von Dampflokomotiven (japanisch 駿城 hayajiro) können die Menschen diese Bahnhöfe erreichen und Waren tauschen. Eines Tages kracht ein Zug voller Kabane in den Bahnhof Aragane und die Stadt wird durch diese überrannt. Der junge Techniker Ikoma wendet bei diesem Angriff seinen Durchschläger (ツラヌキ筒 tsuranuki zutsu) an, eine Waffe, die er entwickelte, um die Kabane zu besiegen. Er schafft es, einen von ihnen zu töten, wird dabei allerdings infiziert. Jedoch findet er einen Weg, das Virus in seinem Körper zu stoppen und wird so zu einem Kabaneri (カバネリ): halb Mensch, halb Kabane. Gemeinsam mit der im Bahnhof mit ihrem Herrn zu Gast seienden, talentierten Kabaneri-Kämpferin Mumei (無名 ‚namenlos‘) retten sie sich gemeinsam mit weiteren Überlebenden in den Zug Kōtetsujō (甲鉄城 ‚Eiserne Festung‘), um an einen sicheren Ort zu fahren. Doch die meisten Menschen sind misstrauisch gegenüber den Kabaneri, da die Kabane eine große Gefahr für sie sind. Der Anführer der Wache, Kurusu, will sie daher töten. Prinzessin Ayame hält ihn jedoch auf, weil sie auf die Kabaneri und ihre Hilfe vertraut. Ikoma kann den Bushi auch helfen, bessere Waffen gegen die Kabane zu entwickeln.
Als sie in einen anderen Bahnhof gelangen, der von Kabane überrannt wurde, zeigt sich wie hilfreich die Kabaneri im Kampf sind. Hier treffen sie auf eine Ansammlung von Kabane, die in einer Art schwarzem Rauch ein riesiges, gefährliches Wesen bilden, das aus seinem Zentrum gesteuert wird und nur schwer zu besiegen ist. Die Menschen gewinnen Vertrauen in die Kabaneri, auch wenn die ihre Kraft nur schwer kontrollieren können und nur begrenzte Ausdauer haben. Außerdem sind sie auf menschliches Blut als Nahrung angewiesen. Doch da sie zum Schutz der Menschen beitragen, spenden viele im Kōtetsujō ihnen ihr Blut. Im nächsten Bahnhof angekommen, bittet Ayame um Proviant und Unterstützung für die Weiterreise. Die Menschen des Zuges feiern Tanabata und bald trifft hier auch der Sohn des Shogun ein: Biba. Er sei verstoßen worden, kämpft aber jetzt mit der Besatzung seines Zuges erfolgreich gegen Kabane. Mumei nennt ihn Bruder und hat früher mit ihm gekämpft, doch Ikoma ist misstrauisch, da Biba kalt und rücksichtslos ist. Er verdächtigt ihn, Mumei zur Kabaneri gemacht zu haben und ihr seine Überzeugung des Überlebens des Stärkeren beigebracht zu haben. Doch Ayame stimmt zu, gemeinsam mit Biba weiter zu reisen, der auf dem Weg zum Bahnhof des Shogun ist.
Im nächsten Bahnhof wird Biba nicht eingelassen. Ayame soll mit ihren Männern und Mumei um Einlass bitten. Doch Biba legt sie herein und lässt mit Mumeis Hilfe seine Truppen und seinen Zug den Bahnhof stürmen. Eine seiner Untergebenen lässt er durch ein Serum zu einem Schwarzen Rauch werden. Auch Kabane greifen an und verwüsten die Stadt. Biba versteht das als Vergeltung für das ängstliche Vorgehen des Shogun gegen die Kabane. Er nimmt die Besatzung des Kōtetsujō gefangen und fährt mit ihnen zum nächsten Bahnhof, dem des Shogun. Auf dem Weg dorthin versuchen die Gefangenen mit Ikoma einen Aufstand, doch der scheitert auch an Mumei, die ihn scheinbar tötet. Doch Ikoma überlebt und reist dem Zug zusammen mit dem ebenfalls von seiner Herrin getrennten Kurusu hinterher. Beim Shogun lässt Biba Ayame vorgeben, ihn gefangen zu haben. Dort kommt er vor seinen Vater, den er mit dem Virus infiziert und Chaos verursacht. Bibas Truppen greifen die Stadt an und lassen Kabane in ihr frei. Doch auch Ikoma und Kurusu sind eingetroffen und stellen sich Biba. Mumei wird von Biba in Schwarzen Rauch verwandelt und auch Ikoma lässt sich das Serum geben, das ihn stärker machen soll. Er kann den Kampf gegen Biba gewinnen und Mumei das Gegenserum geben, auf dass sie wieder normal wird. Heimlich hat Biba auch Ikoma das Gegenserum gegeben, sodass auch dieser wieder normal wird, als er schwer verletzt an Bord des Kōtetsujō, mit dessen Besatzung und den Resten von Bibas Männern, die brennende Stadt verlässt.

## Produktion und Veröffentlichung
Der Anime mit 12 Folgen entstand 2016 bei Wit Studio unter der Regie von Tetsurō Araki. Das Drehbuch schrieb Ichirō Ōkouchi und das Skript der Folgen stammt von Hiroshi Seko. Das Charakterdesign wurde entworfen von Haruhiko Mikimoto und die künstlerische Leitung lag bei Shunichiro Yoshihara. Die verantwortlichen Produzenten waren Yōhei Shintaku und Yuka Okayasu.
Die Serie feierte ihre Premiere auf Fuji TVs (Noitamina) am 8. April 2016 und endete nach 12. Episoden am 30. Juni 2016. Amazon streamte den Anime weltweit durch Amazon Video, außerdem wurde sie auch bei Crunchyroll mit Untertiteln unter anderem in Englisch und Deutsch veröffentlicht. Der Anime erschien in Japan und mehreren anderen Ländern auf Kaufmedien. Eine deutsche Synchronfassung wurde 2019 von Kazé veröffentlicht.
Zwei Kompilationsfilme zur Serie liefen in japanischen Kinos am 31. Dezember 2016 und 7. Januar 2017 an. Eine Filmfortsetzung der Animeserie namens Kabaneri of the Iron Fortress: The Battle of Unato (甲鉄城のカバネリ 〜海門決戦〜) kam am 10. Mai 2019 in die japanischen Kinos. Zudem veröffentlichte DMMGames 2018 ein Videospiel für Smartphones.

### Synchronisation
| Rolle          | japanischer Sprecher (Seiyū) | deutscher Sprecher  |
| -------------- | ---------------------------- | ------------------- |
| Ikoma          | Tasuku Hatanaka              | Leonhard Mahlich    |
| Mumei          | Sayaka Senbongi              | Friedel Morgenstern |
| Yukina         | Mariya Ise                   | Birte Baumgardt     |
| Ayame Yomokawa | Maaya Uchida                 | Lydia Morgenstern   |
| Kurusu         | Toshiki Masuda               | Nico Mamone         |
| Takumi         | Yūki Kaji                    | Patrick Baehr       |
| Kibito         | Kensuke Satou                | Peter Lontzek       |
| Suzuki         | Maxwell Powers               | Rainer Fritzsche    |
| Kajika         | Kanae Oki                    | Samira Jakobs       |
| Sukari         | Ryota Ohsaka                 | Wanja Gerick        |

### Musik
Der Soundtrack zur Serie stammt von Hiroyuki Sawano und wurde am 18. Mai 2016 veröffentlicht. Das Vorspannlied ist Kabaneri of the Iron Fortress von Egoist. Der Abspann ist mit den Lied ninelie von Aimer × chelly unterlegt, bei der letzten Folge ist es der Titel Grenzlinie von Cyua. Außerdem werden während der Episoden folgende Lieder eingespielt:
- 1coma von Mika Kobayashi
- icon von Eliana
- Kabaneri of the Iron Fortress von Eliana
- Next of Kin von Benjamin Anderson
- Through My Blood <AM> von Aimer
- Through My Blood von Mika Kobayashi
- Warcry by mpi

### Episodenliste
| Nr. (ges.) | Nr. (St.) | Deutscher Titel            | Originaltitel                | Regie                                                        | Drehbuch       | Premiere Japan | Dt. Premiere D/A/CH | Erstveröffentlichung im OmdU |
| ---------- | --------- | -------------------------- | ---------------------------- | ------------------------------------------------------------ | -------------- | -------------- | ------------------- | ---------------------------- |
| 1          | 1         | Die wandelnden Leichen     | 脅える屍 Obieru Shikabane    | Hiroyuki Tanaka Tetsuaki Watanabe Tetsurō Araki              | Ichirō Ōkouchi | 7. Apr. 2016   | –                   | 7. Apr. 2016                 |
| 2          | 2         | Die Nacht ohne Ende        | 明けぬ夜 Akenu Yoru          | Hiroyuki Tanaka                                              | Ichirō Ōkouchi | 21. Apr. 2016  | –                   | 21. Apr. 2016                |
| 3          | 3         | Gebete voller Hingabe      | 捧げる祈り Sasageru Inori    | Hitomi Ezoe                                                  | Ichirō Ōkouchi | 28. Apr. 2016  | –                   | 28. Apr. 2016                |
| 4          | 4         | Strömendes Blut            | 流る血潮 Nagaru Chishio      | Tetsuaki Watanabe                                            | Ichirō Ōkouchi | 5. Mai 2016    | –                   | 5. Mai 2016                  |
| 5          | 5         | Unausweichliche Dunkelheit | 逃げられぬ闇 Nigerarenu Yami | Hironobu Aoyagi                                              | Hiroshi Seko   | 12. Mai 2016   | –                   | 12. Mai 2016                 |
| 6          | 6         | Zunehmendes Licht          | 集う光 Tsudou Hikari         | Yasuhiro Akamatsu                                            | Hiroshi Seko   | 19. Mai 2016   | –                   | 19. Mai 2016                 |
| 7          | 7         | Gebete an den Himmel       | 天に願う Ten ni Negau        | Fumihiro Ueno Nobuyoshi Nagayama                             | Ichirō Ōkouchi | 26. Mai 2016   | –                   | 26. Mai 2016                 |
| 8          | 8         | Der stille Jäger           | 黙す狩人 Mokusu Karibito     | Hiroyuki Tanaka Hitomi Ezoe Kunihiro Mori                    | Ichirō Ōkouchi | 2. Juni 2016   | –                   | 2. Jun. 2016                 |
| 9          | 9         | Die Fangzähne des Todes    | 滅びの牙 Horobi no Kiba      | Hironobu Aoyagi Hiroyuki Tanaka Tetsuaki Watanabe            | Ichirō Ōkouchi | 9. Juni 2016   | –                   | 9. Jun. 2016                 |
| 10         | 10        | Angriff der Schwachen      | 攻め上ぐ弱者 Semeagu Jakusha | Hiroyuki Tanaka Tokiyoshi Sasaki Yasuhiro Akamatsu           | Hiroshi Seko   | 16. Juni 2016  | –                   | 16. Jun. 2016                |
| 11         | 11        | Flammendes Leben           | 燃える命 Moeru Inochi        | Hiroyuki Tanaka Hitomi Ezoe Kunihiro Mori                    | Ichirō Ōkouchi | 23. Juni 2016  | –                   | 23. Jun. 2016                |
| 12         | 12        | Kotetsujyo                 | 甲鉄城 Kōtetsujō             | Hironobu Aoyagi Hiroyuki Tanaka Takayuki Hirao Tetsurō Araki | Ichirō Ōkouchi | 30. Juni 2016  | –                   | 30. Jun. 2016                |